# سیلوربک کارگو فرایترز
سیلوربک کارگو فرایترز (به انگلیسی: Silverback Cargo Freighters) یک شرکت هواپیمایی است که در ۲۰۰۲ میلادی تأسیس شده‌است. دفتر مرکزی سیلوربک کارگو فرایترز در کیگالی، رواندا واقع شده‌است و قطب این شرکت هواپیمایی در فرودگاه بین‌المللی کیگالی قرار دارد و به ۲۴ مقصد، پرواز انجام می‌دهد.